# Tales of Halloween
Pour plus de détails, voir Fiche technique et Distribution.
Tales of Halloween est un film d'horreur à sketches américain composé de 10 courts-métrages d'horreur. Il est sorti en avant première le 24 juillet 2015, au Fantasia International Film Festival.

## Synopsis
Les 10 histoires se déroulent dans une ville américaine, dont les habitants sont terrorisés par des goules, des extraterrestres et des tueurs en série pendant la nuit d'Halloween.

## Fiche technique
- Titre original : Tales of Halloween
- Réalisation : Neil Marshall, Darren Lynn Bousman, Axelle Carolyn, Lucky McKee, Andrew Kasch, Paul Solet, John Skipp, Adam Gierasch, Jace Anderson, Mike Mendez, Ryan Schifrin et Dave Parker
- Scénario :  Axelle Carolyn, Neil Marshall, Andrew Kasch, Lucky McKee, Mike Mendez, Dave Parker, Ryan Schifrin, Clint Sears et John Skipp
- Photographie : Jan-Michael Losada, Zoran Popovic, David Tayar, Alex Vendler, Richard J. Vialet, Joseph White et Scott Winig
- Musique : Joseph Bishara, Bobby Johnston, Edwin Wendler et Kung Fu Vampire
- Société(s) de production : Epic Pictures et Film Entertainment Services
- Pays d'origine :  États-Unis
- Langue originale : anglais
- Format : couleur
- Genre : Horreur
- Durée : 97 minutes
- Dates de sortie :
  -  Canada : 24 juillet 2015 (Fantasia International Film Festival)
  -  États-Unis : 16 octobre 2015

 Sauf indication contraire, les informations mentionnées dans cette section peuvent être confirmées par la base de données cinématographiques IMDb,  présente dans la section « Liens externes ».

## Distribution
- Barry Bostwick : Mr. Abbadon
- John Savage : Capt. J.G. Zimmerman
- Pat Healy : Forensic Bob
- Booboo Stewart : Isaac
- Grace Phipps : Alice
- Alex Esso : Lynn
- Lin Shaye : la mère de Lynn
- Kristina Klebe : détective McNally
- Greg Grunberg : Alex Mathis
- Keir Gilchrist : l'étranger
- Joe Dante : prof. Milo Gottleib
- John Landis : Jebediah Rex
- Adrienne Barbeau : radio DJ
- Lisa Marie : la veuve victorienne
- Stuart Gordon : Sherlock Holmes
- Mick Garris : Un invité
- Sam Witwer : Hank
- Cerina Vincent : Ellen Bishop
- Tiffany Shepis : Maria